# Tibiakompressionstest
Der Tibiakompressionstest ist ein in der Tiermedizin eingesetztes Untersuchungsverfahren zur Diagnostik von Kreuzbandrissen. Hierbei wird der Oberschenkel erfasst und bei gestrecktem Kniegelenk das Sprunggelenk gebeugt. Der Test kann sowohl beim auf der Seite liegenden Tier oder im Stehen durchgeführt werden. Bei einem Riss des vorderen Kreuzbandes weicht der Schienbeinkopf nach vorn aus, es kommt also zu einer Translationsbewegung. Alternative Untersuchungsverfahren sind der Schubladentest und der Lachman-Test.